# Gnophos stachyphorus
Gnophos stachyphorus là một loài bướm đêm trong họ Geometridae.